# Crash (serie televisiva)
Crash è una serie televisiva statunitense ambientata a Los Angeles prodotta da Starz Entertainment.
La serie è basata sull'omonimo film del 2004, vincitore del premio Oscar.

## Episodi
| Stagione         | Episodi | Prima TV originale | Prima TV Italia |
| ---------------- | ------- | ------------------ | --------------- |
| Prima stagione   | 13      | 2008-2009          | 2009            |
| Seconda stagione | 13      | 2009               | 2010            |

## Produzione

### Struttura
Crash si basa sul film premio Oscar 2006, Crash - Contatto fisico . Gli autori del film, Paul Haggis e Robert Moresco, erano interessati a sviluppare una serie sulla base del film. La Lionsgate e Starz hanno collaborato allo sviluppo della serie per la televisione.

### Cast
La serie ha come protagonista Dennis Hopper nel ruolo del produttore discografico Ben Cendars, Ross McCall, è l'ufficiale di polizia Kenny Battaglia. Arlene Tur ha il ruolo della poliziotta. Clare Carey interpreta Christine Emory, una madre di Brentwood. Nella seconda stagione tra i nuovi membri del cast figurano Eric Roberts nel ruolo del miliardario Seth Blanchard, Dana Ashbrook nel ruolo di un truffatore e Jenny Mollen interpreta Tess, la nuova fidanzata di Kenny Battaglia.

## Critica
Le recensioni dei critici sono state contrastanti. Il New York Times l'ha definita "Una serie dal fascino noir e l'ambizione di raccontare una grande storia".
Il Detroit Free Press ha definito il suo debutto in televisione "magistrale". Secondo Matthew Gilbert, del Boston Globe, "Nessuna delle storie o personaggi è lontanamente interessante."

## Cancellazione
La serie è stata in seguito cancellata a causa della morte di Dennis Hopper.

## Distribuzione
Trasmessa in Italia in prima visione dal canale satellitare criptato Cult, è stata in seguito trasmessa in chiaro sul canale digitale terrestre Rai 4.

### Edizione Home Video
La prima serie di Crash è stata pubblicata in DVD negli USA il 15 settembre 2009.